# Commandos
Para o artigo acerca do tipo de soldado, ver comandos.
Commandos é uma saga de jogos com uma jogabilidade no estilo de táticas em tempo real, situado durante a Segunda Guerra Mundial, lançada para PC e Mac. As missões, os personagens, os equipamentos e a própria história dos jogos baseiam-se em fatos históricos ocorridos durante a Segunda Guerra Mundial.
Existem 4 jogos na saga — Commandos: Behind Enemy Lines, Commandos 2: Men of Courage, Commandos 3: Destination Berlin e Commandos 4: Strike Force —  2 expansões — Commandos: Beyond the Call of Duty (publicado sobre a forma de jogo) e Commandos 3: Road to Berlin. Embora a Pyro Studios, tivesse afirmado após a publicação do Commandos: Beyond the Call of Duty e mais tarde do Commandos 2: Men of Courage, que seriam os últimos jogos desta saga, mais dois jogos foram desenvolvidos.

## A saga
A saga foi criada e desenvolvida pela Pyro Studios, uma empresa espanhola de jogos que é hoje considerada uma das melhores a nível mundial.
- Commandos: Behind Enemy Lines (Atrás das Linhas Inimigas)
- Commandos: Beyond the Call of Duty (Além do Chamado do Dever)
- Commandos 2: Men of Courage (Homens de Coragem)
- Commandos 3: Destination Berlin (Destino: Berlin)

### Commandos: Strike Force
Ao contrário dos outros jogos da saga, Commandos: Strike Force é do estilo FPS (tiro em primeira pessoa), ficando o jogador sem a vista geral do mapa, tal como ficando apenas com o controle de 3 novos personagens: Cpt. Francis "Frank" O'Brien que tem a resistência e audácia de Green Beret dos outros jogos, Ten. William "Bill" Hawkins,  exímio atirador de elite e o Cel. George Brown, além de ser líder do esquadrão, é o especialista em sigilo.

### Novo Commandos em desenvolvimento
Em 2018, a editora alemã Kalypso Media Group, adquiriu a licença dos jogos da série Commandos. Em 2020 a editora afirmou estar a trabalhar num novo Commandos e a desenvolvedora será a Claymore Game Studios, um estúdio interno. Ainda não existem detalhes de quando será lançado.

## Jogabilidade
Nos jogos você controla os COMMANDOS, um grupo que, segundo um diálogo entre Sapper e Thief, no terceiro jogo da série, pertence a COMMANDOS CORP. Commandos é um jogo no qual você toma controle de 8 personagens, cada qual com sua função, como por exemplo Spy, pode trocar de roupa e enganar soldados inimigos utilizando de seus uniformes, a visão do jogo é aérea, com exceção do último lançamento, facilitando a interação dos jogadores com o ambiente, cujos cenários são pré desenhados, diferenciando-se dos personagens, que por sua vez são em 3D.

## Personagens
| Alcunha                  | Alcunha (português) | Nome                     | Jogos em que entrou | Jogos em que entrou     | Jogos em que entrou | Jogos em que entrou   | Jogos em que entrou |
| ------------------------ | ------------------- | ------------------------ | ------------------- | ----------------------- | ------------------- | --------------------- | ------------------- |
| Alcunha                  | Alcunha (português) | Nome                     | Behind Enemy Lines  | Beyond The Call Of Duty | 2: Men Of Courage   | 3: Destination Berlin | 4: Strike Force     |
| Tiny, Green Beret        | Boina Verde         | Jerry Mc Hale            | S                   | S                       | S                   | S                     | N                   |
| Fireman, Inferno, Sapper | Inferno             | Thomas Hancock           | S                   | S                       | S                   | S                     | N                   |
| Fins, Diver, Marine      | Mergulhador         | James Blackwood          | S                   | S                       | S                   | S (apenas 1 missão)   | N                   |
| Tread, Driver            | Motorista           | Samuel Brooklyn          | S                   | S                       | S                   | N                     | N                   |
| Frenchy, Spooky          | Espião              | René Duchamp             | S                   | S                       | S                   | S                     | N                   |
| Duke                     | Atirador            | Sir Francis T. Woolridge | S                   | S                       | S                   | S                     | N                   |
| Lips, Seductress         | Sedutora            | Natasha Nikochevski      | N                   | S (apenas 1 missão)     | S                   | N                     | N                   |
| Lupin, Thief             | Ladrão              | Paul Toledo              | N                   | N                       | S                   | S                     | N                   |
| Whiskey                  | Whiskey             | Whiskey (cão)            | N                   | N                       | S                   | N                     | N                   |
| Green Beret(SF)          | Boina Verde(SF)     | Francis O'Brien          | N                   | N                       | N                   | N                     | S                   |
| Sniper(SF)               | Atirador(SF)        | Williams Hawkins         | N                   | N                       | N                   | N                     | S                   |
| Spy(SF)                  | Espião(SF)          | George Brown             | N                   | N                       | N                   | N                     | S                   |